# Judíos errantes
Judíos errantes (en alemán, Juden auf Wanderschaft) es un breve ensayo del escritor austriaco Joseph Roth, escrito en 1926-27, sobre la situación de los judíos a mediados de los años 1920 quienes, con otros refugiados y personas desplazadas como consecuencia de la Primera Guerra Mundial, la revolución rusa y el rediseño de las fronteras nacionales después del tratado de Versalles, habían huido a Occidente desde los estados bálticos, Polonia y Rusia. «Buscaron refugio en ciudades donde la mayor parte de ellos jamás habían estado y, desafortunadamente, donde estaban de manera despreciable nada bienvenidos».
Lugareños golpeados por la pobreza, estaban separados por sus orígenes, su piedad y su vestimenta. En los últimos cinco meses de 1926 visitó la Unión Soviética donde escribió la parte final, Las condiciones de los judíos en la Rusia soviética. Walter Jens lo consideró el mejor libro sobre el tema en alemán. Una traducción al inglés por Michael Hofmann fue publicada en 2001.

## Actitudes
Joseph Roth escribió el libro para «lectores con respeto al dolor, por grandeza humana, y por la pobreza que por todos los lados acompaña a la miseria; los europeos occidentales que no solo estaban orgullosos de sus limpios colchones». El libro muestra sus «duraderas simpatías con la gente corriente, los desposeídos invitados en esta tierra y su antipatía por la burguesía egoísta, materialista y cada vez más homogénea». Roth muestra calidez hacia el tema de su ensayo, con «la excepción de los judíos de clase media, asimilados, que se niegan a sí mismos, en el Oeste». Los judíos en Alemania y en Francia, creyendo que están asimilados, tendían a mirar con desprecio a los recién llegados a Occidente. Y, «Roth sentía que los países de Europa, a trompicones de una guerra a otra, anonadados por la inflación, víctimas deseosas de la atroz propaganda de extrema derecha y la retórica nacionalista no serían acogedores con los judíos que eran rechazados en el Este».
Nacido en Galitzia, una provincia centroeuropea del imperio Habsburgo, Roth fue testigo del final de este imperio y aun así siguió considerándolo como su único país natal. Lo veía como «algo que contenía multitudes, algo no exclusivo», y, según su traductor inglés Michael Hoffman, los judíos representaban «seres humanos en su forma menos empaquetada» - «el más anómalo e individual de los pueblos», divididos por la historia y la geografía. Roth creía en el «judaísmo, en el sentido de una presencia hasta cierto punto separada de los judíos dentro de Europa, y por toda ella, e inspirándola». Pensó que el comunismo eliminaría el antisemitismo y la identidad judía al mismo tiempo. Nunca fue a Palestina, pero se opuso a la creación de un estado nación allí para los judíos. «El joven halutz es también el diseminador de una cultura. Es tanto un europeo como un judío».
En un prefacio a la edición de 1937, Roth solo fue capaz de confiar en que «la condición de los judíos empeorase de manera constante, pero tolerable. Lo que ocurrió en lugar de eso fue el Holocausto».

## Traducciones en España
- Judíos errantes (1987, El Aleph Editores) isbn 978-84-7669-022-2
- Judíos errantes (2008, Acantilado) Col. El Acantilado, 164 isbn 978-84-96834-35-4